# Saison 2 de 24 Heures chrono
Chronologie
Saison 1 Saison 3
Cet article présente le guide des épisodes de la saison 2 de la série télévisée 24 heures Chrono. La saison débute à 8 heures du matin et s'achève le lendemain à la même heure. Cette saison se déroulant 18 mois après la saison 1, l'action de cette saison se déroulerait donc en septembre 2001 bien que l'épisode ne soit pas daté.

## Acteurs Principaux

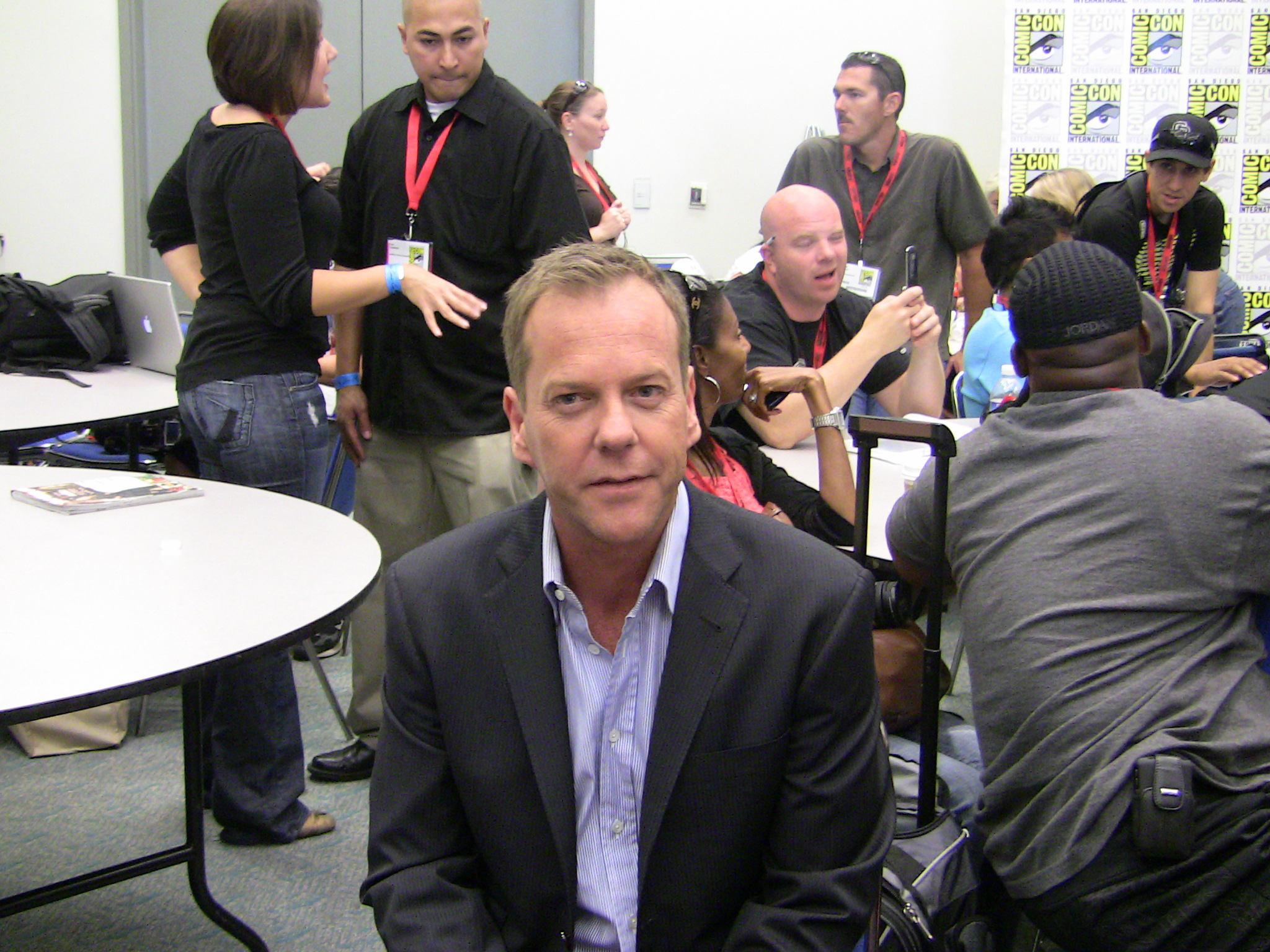
Kiefer Sutherland en 2009

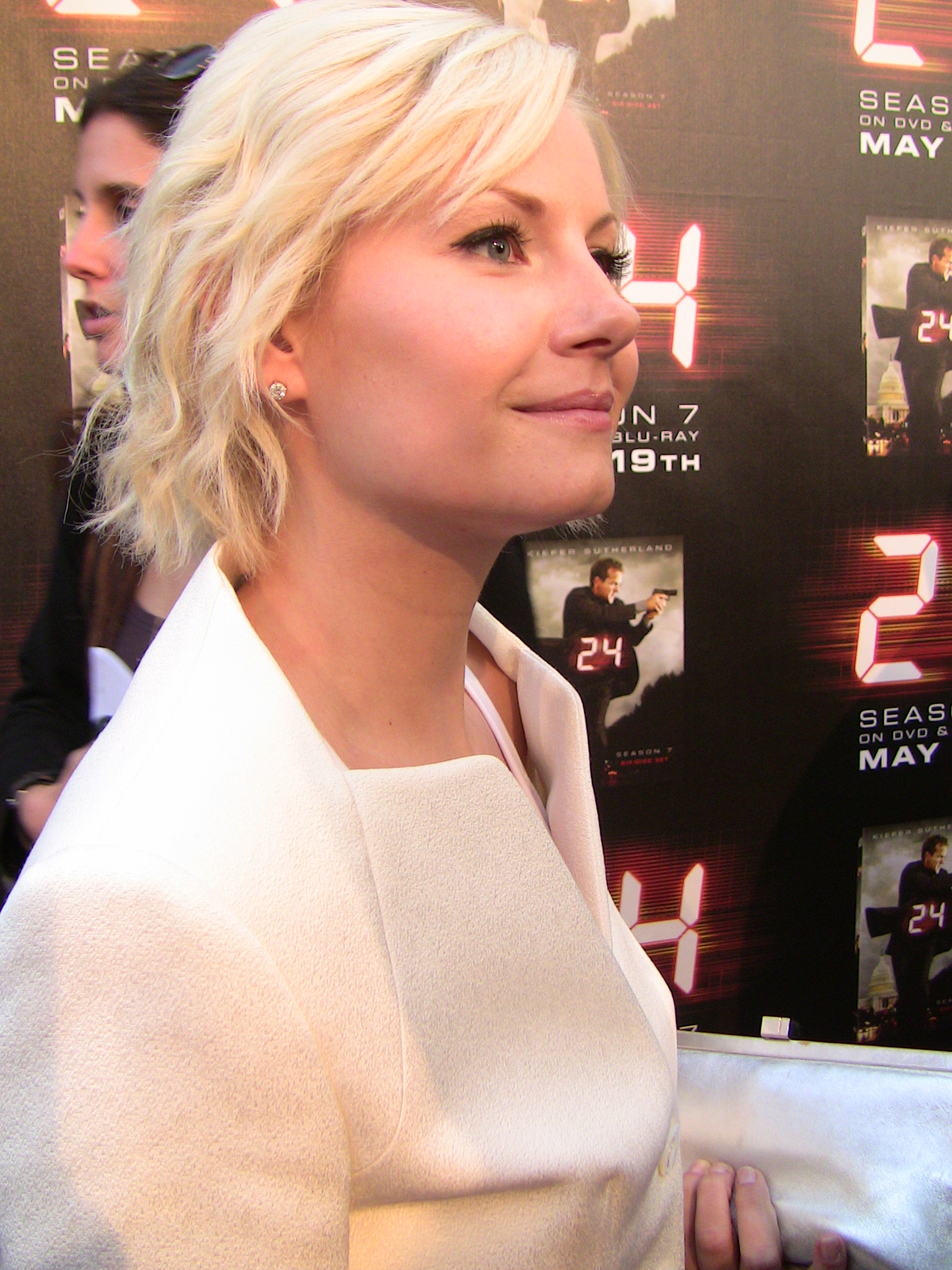
Elisha Cuthbert en 2009

Ici sont listés les acteurs dont le personnage fait partie des plus importants :
- Kiefer Sutherland (VF : Patrick Béthune) : Jack Bauer (24/24)
- Sarah Wynter (VF : Vanina Pradier) : Kate Warner (24/24)
- Elisha Cuthbert (VF : Caroline Lallau) : Kim Bauer (22/24)
- Carlos Bernard (VF : Bertrand Liebert) : Tony Almeida (24/24)
- Dennis Haysbert (VF : Paul Borne) : le président David Palmer (24/24)
- Reiko Aylesworth (VF : Charlotte Marin) : Michelle Dessler
- Xander Berkeley (VF : Stefan Godin) : George Mason (15/24)
- Jude Ciccolella (VF : Marcel Guido) : Mike Novick
- Michelle Forbes (VF : Emmanuèle Bondeville) : Lynne Kresge
- Laura Harris (VF : Laëtitia Godès) : Marie Warner
- Penny Johnson Jerald (VF : Pascale Vital) : Sherry Palmer (13/24)
- John Terry (VF : Michel Papineschi) : Bob Warner
- Phillip Rhys (VF : Damien Boisseau) : Reza Naiyeer
- Lourdes Benedicto (VF : Barbara Delsol) : Carrie Turner
- Tobin Bell (VF : Michel Prud'homme) : Peter Kingsley
- Harris Yulin (VF : Philippe Ogouz) : Roger Stanton
- Billy Burke (VF : Thierry Ragueneau) : Gary Matheson
- Skye McCole Bartusiak (VF : Camille Donda) : Megan Matheson
- Sarah Clarke (VF : Rafaèle Moutier) : Nina Myers

## Synopsis
La saison commence et se termine à 8h00 (heure de Los Angeles). La première scène de la saison se déroule à Séoul en Corée du Sud à minuit heure locale.
Les quinze premières heures se focalisent sur la recherche de la bombe nucléaire. Après que la bombe a été neutralisée, l’histoire se concentre sur la réponse des États-Unis à ces attaques et en particulier sur l’attitude à adopter avec des pays supposés complices. L’enregistrement d’une conversation entre un terroriste impliqué dans l’attaque et des officiers de haut rang de trois pays du Moyen-Orient (qui ne sont jamais précisés) est utilisé pour impliquer ces pays dans le complot. Cependant, à cause des doutes de Jack Bauer, Palmer hésite à ordonner une action militaire contre eux avant qu’il n’ait la preuve absolue que l’enregistrement est véridique. Une majorité de son gouvernement vote alors pour qu’il soit relevé de ses fonctions de Président dans le cadre de la section 4 du 25e Amendement, considérant son hésitation comme étant un signe d’indécision et de faiblesse, ce qui le rend incapable de diriger efficacement le pays. Le vice-président Jim Prescott devient Président et ordonne une attaque militaire contre ces trois pays.
Jack, Michelle et Tony font tout pour trouver la preuve que l’enregistrement est un faux et découvrent ainsi qu’un groupe d’hommes d’affaires européens et américains l’a fabriqué pour provoquer la guerre au Moyen-Orient et ainsi empocher des bénéfices colossaux grâce à la flambée des prix du pétrole causée par le conflit. Une fois la preuve produite, l’attaque est annulée et Palmer est rétabli comme Président, en grande partie grâce à son ex-femme Sherry Palmer (qui a risqué sa vie pour la preuve mais qui a aussi une responsabilité indirecte dans les événements de la journée). Le vice-président et les membres du gouvernement qui l’ont soutenu présentent leur démission (que Palmer refuse) et Palmer rappelle à son équipe qu’il faut toujours avoir des preuves certaines de la culpabilité de l’ennemi avant d’entamer une guerre. Le Président renvoie cependant son conseiller Mike Novick, qui ne l’a pas soutenu alors qu’il avait confiance en lui.
Comme la saison 1, la saison 2 connait une fin inattendue. L’attaque nucléaire a été contrée sans pertes importantes (excepté Georges Mason, qui a été fortement irradié et qui a convaincu Jack de se faire exploser avec la bombe) mais le Président Palmer s’évanouit lors d’un discours, après avoir été attaqué avec une arme biologique par Mandy lors d’une tentative d’assassinat.

## Format
Comme la plupart des saisons de 24, cette deuxième saison peut être divisée en 3 actes :
1. Jack est appelé par la cellule pour infiltrer un groupe terroriste qui détient une arme nucléaire afin de retrouver le commanditaire du futur attentat et l'arrêter.
2. Jack entre dans une course contre la montre pour retrouver la bombe grâce à la collaboration de Syed Ali. Mais celle-ci ne peut être désamorcée...
3. Palmer s'engage dans un processus de guerre pour les représailles et Jack remet en cause l'enregistrement de Chypre qui pour lui a été fabriqué. Une troisième guerre mondiale se prépare. 

## Intrigues secondaires
- Kim, après avoir sauvé une jeune fille de son père abusif, est en fuite et a de nouveau de graves ennuis. Jack se soucie de sa sécurité.
- La cellule subit une explosion ainsi que beaucoup de pertes.
- George Mason, exposé aux rayons de particules nucléaires, va bientôt mourir.
- Kate espionne le futur mari de sa sœur, Reza, le suspectant d'être impliqué dans des transactions terroristes.
- Le président Palmer doit faire face à des traîtres dans son propre cabinet qui veulent l'instrumentaliser.
- La relation entre Tony Almeida et Michelle Dessler se développe.

## Réception critiques
La moyenne des audiences par épisode est de 11.73 millions, c'est-à-dire plus de 3 millions de plus que la saison précédente. Comme la première saison, cette saison reçoit des critiques positives. La moyenne des notes des spectateurs sur Allociné est de 4.2/5, 88 d'avis positifs sur Rotten Tomatoes et 83 % sur Metacritic. Kiefer Sutherland remporte le Screen Actors Guild Award du meilleur acteur dans une série télévisée dramatique et pour la deuxième fois consécutive le Satellite Award du meilleur acteur dans une série télévisée dramatique.

## Liste des épisodes

### Épisode 1:8h00 - 9h00
- États-Unis : 29 octobre 2002
- France : 20 septembre 2003 sur C+

- Vicellous Shannon (Keith Palmer)
- Sara Gilbert (Paula Schaeffer)
- Timothy Carhart (Eric Rayburn)
- Tracy Middendorf (Carla Matheson)
- Jim Abele (Ralph Burton)
- Mike Saad (premier ministre)
- Esther K. Chae (Mina)
- Billy Mayo (agent Rosser)
- R.A. Buck (Colonel Graham)
- Tony Lee (Deng)

### Épisode 2:9h00 - 10h00
- États-Unis : 5 novembre 2002
- France : 20 septembre 2003 sur C+

- Sara Gilbert (Paula Schaeffer)
- Alicia Bien (reporter)
- Terry Bozeman (Richard Armus)
- Jim Abele (Ralph Burton)
- Douglas O'Keeffe (Eddie Grant)
- Jimmi Simpson (Chris)
- Tracy Middendorf (Carla Matheson)
- Michael Holden (Ron Wieland)
- Gregory Sporleder (Dave)

### Épisode 3:10h00 - 11h00
- États-Unis : 12 novembre 2002
- France : 27 septembre 2003 sur C+

- Benjamin Koldyke (officier)
- Maurice G. Smith (garde de sécurité de la cellule)
- Timothy Carhart (Eric Rayburn)
- Antonio David Lyons (Cam Strocker)
- Douglas O'Keeffe (Eddie Grant)
- Sal Landi (Sgt. Arroyo)
- Sara Gilbert (Paula Schaeffer)

### Épisode 4:11h00 - 12h00
- États-Unis : 19 novembre 2002
- France : 27 septembre 2003 sur C+

- Sara Gilbert (Paula Schaeffer)
- Timothy Carhart (Eric Rayburn)
- Tracy Middendorf (Carla Matheson)
- Sal Landi (Sgt. Arroyo)
- Jon Gries (Joseph Wald)
- Douglas O'Keeffe (Eddie Grant)

### Épisode 5:12h00 - 13h00
- États-Unis : 26 novembre 2002
- France : 4 octobre 2003 sur C+

- Sara Gilbert (Paula Schaeffer)
- Innis Casey (Miguel)
- Tony Wayne (agent Powers)
- David Ursin (officier militaire)
- John Eddins (agent Richards)
- Nicholas Guilak (Farhad Salim)
- Alexander Zale (ambassadeur Shareef)

### Épisode 6:13h00 - 14h00
- États-Unis : 3 décembre 2002
- France : 4 octobre 2003 sur C+

- Innis Casey (Miguel)
- Pamela Stollings (reporter #2)
- Alicia Bien (reporter #1)
- Marty Ryan (gardien de sécurité)
- Bryan Rasmussen (gent Miller)
- Michelle Anne Johnson (infirmière)
- John Eddins (agent Richards)
- Freda Foh Shen (médecin)

### Épisode 7:14h00 - 15h00
- États-Unis : 10 décembre 2002
- France : 11 octobre 2003 sur C+

- Innis Casey (Miguel)
- Eric Christian Olsen (John Mason)
- Michael Cudlitz (agent Rick Phillips)
- Michael McGrady (officier Brown)
- Christopher Murray (docker)
- Anthony Azizi (Mamud Faheen)
- John Eddins (agent Richards)

### Épisode 8:15h00 - 16h00
- États-Unis : 17 décembre 2002
- France : 11 octobre 2003 sur C+

- Innis Casey (Miguel)
- Terry Bozeman (Richard Armus)
- Michael McGrady (officier Brown)
- Michael Cudlitz (agent Rick Phillips)
- Anthony Azizi (Mamud Faheen)
- Al Sapienza (Paul Koplin)
- Marc Casabani (Omar)
- Maz Jobrani (Marko Khatami)
- Fred Toma (Basheer)
- Michael Holden (Ron Wieland)

### Épisode 9:16h00 - 17h00
- États-Unis : 7 janvier 2003
- France : 18 octobre 2003 sur C+

- Innis Casey (Miguel)
- Francesco Quinn (Syed Ali)
- Al Sapienza (Paul Koplin)
- Terry Bozeman (Richard Armus)
- Michael McGrady (officier Brown)
- Michael Holden (Ron Wieland)

### Épisode 10:17h00 - 18h00
- États-Unis : 14 janvier 2003
- France : 18 octobre 2003 sur C+

- Francesco Quinn (Syed Ali)
- Daniel Dae Kim (agent Tom Baker)
- Michael McGrady (officier Brown)
- John Eddins (agent Richards)
- Donzaleigh Abernathy (assistant)

### Épisode 11:18h00 - 19h00
- États-Unis : 4 février 2003
- France : 25 octobre 2003 sur C+

- Francesco Quinn (Syed Ali)
- Bernard White (Imam Al Fulani)
- Steven Culp (agent Ted Simmons)
- John Eddins (Agent Richards)
- Michael James Reed (Foreman)
- Edward Edwards (colonel Lamb)

### Épisode 12:19h00 - 20h00
- États-Unis : 11 février 2003
- France : 25 octobre 2003 sur C+

- Francesco Quinn (Syed Ali)
- Daniel Dae Kim (agent Tom Baker)
- Kevin Dillon (Lonnie McRae)
- Bernard White (Imam Al Fulani)
- Steven Culp (agent Ted Simmons)
- Val Lauren (agent Randy Murdoch)
- Ike Bram (Fareed)

### Épisode 13:20h00 - 21h00
- États-Unis : 18 février 2003
- France : 1er novembre 2003 sur C+

- Francesco Quinn (Syed Ali)
- Kevin Dillon (Lonnie McRae)
- Max Martini (agent Steve Goodrich)
- Val Lauren (agent Randy Murdoch)
- Dylan Haggerty (technicien)
- Marc Casabani (Omar)
- Miguel Perez (ranger Mike Kramer)

### Épisode 14:21h00 - 22h00
- États-Unis : 25 février 2003
- France : 1er novembre 2003 sur C+

- Daniel Dae Kim (agent Tom Baker)
- Kevin Dillon (Lonnie McRae)
- Max Martini (agent Steve Goodrich)
- Dylan Haggerty (technicien)
- Michael Mantell (Steve Hillenburg)
- Marc Casabani (Omar)
- Adam Vernier (Gus)
- Lourdes Benedicto (Carrie)

### Épisode 15:22h00 - 23h00
- États-Unis : 4 mars 2003
- France : 8 novembre 2003 sur C+

- Max Martini (agent Steve Goodrich)
- Dylan Haggerty (technicien)
- Dean Norris (général Bowden)
- Neal Matarazzo (agent Graves)
- Daniel Dae Kim (agent Tom Baker)
- Donnie Keshawarz (Youssouf Auda)

### Épisode 16:23h00 - Minuit
- États-Unis : 25 mars 2003
- France : 8 novembre 2003 sur C+

- Brian Durkin (officier de la cellule)
- Nicole Gomez Fisher (Mme. Garcia)
- Derrick McMillon (agent Parker)
- Daphne Bloomer (journaliste)
- Jamison Jones (député Nirman)
- Francesco Quinn (Syed Ali)
- Daniel Dae Kim (agent Tom Baker)

### Épisode 17:Minuit - 01h00
- États-Unis : 1er avril 2003
- France : 15 novembre 2003 sur C+

- Gregg Henry (Jonathan Wallace)
- Alan Dale (vice-président Jim Prescott)
- Donnie Keshawarz (Youssouf Auda)
- Doc Duhame (l'homme au pistolet)
- Shontina Vernon (agent Zoltan)
- Nicole Gomez Fisher (Mme. Garcia)
- Sterling Macer Jr. (Député Raynes)
- Jamison Jones (Député Nirman)
- Justin Louis (Danny)
- Lombardo Boyar (Ramone Garcia)

### Épisode 18:01h00 - 02h00
- États-Unis : 8 avril 2003
- France : 15 novembre 2003 sur C+

- Gregg Henry (Johnatan Wallace)
- Donnie Keshawarz (Youssouf Auda)
- Innis Casey (Miguel)
- Misty Carlisle (infirmière Clara)
- Michael Jannetta (l'homme en colère)
- Victor Rivers (sergent Amis)
- Ted Sutton (général Blaye)

### Épisode 19:02h00 - 03h00
- États-Unis : 15 avril 2003
- France : 22 novembre 2003 sur C+

- Gregg Henry (Johnatan Wallace)
- Paul Schulze (Ryan Chopell)
- Alan Dale (vice-président Jim Prescott)
- Donnie Keshawarz (Youssouf Auda)
- Mark Ivanir (Trask)
- Raymond Cruz (Rouse)
- Brian Goodman (Raymond O'Hara)
- Carmen Argenziano (général Gratz)
- Peter Outerbridge (Ronnie Stark)
- Justin Louis (Danny)
- Nick Offerman (Marcus)

### Épisode 20:03h00 - 04h00
- États-Unis : 22 avril 2003
- France : 22 novembre 2003 sur C+

- Glenn morshower (agent Aaron Pierce)
- Paul Schulze (Ryan Chopell)
- Donnie Keshawarz (Youssouf Auda)
- Alan Dale (vice-président Jim Prescott)
- Gregory J. Barnett (Isberg)
- Chuti Tiu (Mae)
- Mark Thompson (journaliste)
- Eugene Robert Glazer (Alexander Trepkos)
- Mark Ivanir (Trask)
- Peter Gregory (Dr. Spire)
- Brian Goodman (Raymond O'Hara)

### Épisode 21:04h00 - 05h00
- États-Unis : 29 avril 2003
- France : 29 novembre 2003 sur C+

- Alan Dale (président Jim Prescott)
- Maurice Compte (Cole)
- Nick Offerman (Marcus)
- Michael Holden (Ron Wieland)
- Paco Farias (député Sheriff)
- Paul Schulze (Ryan Chopell)
- Glenn Morshower (agent Aaron Pierce)

### Épisode 22:05h00 - 06h00
- États-Unis : 6 mai 2003
- France : 29 novembre 2003 sur C+

- Paul Schulze (Ryan Chopell)
- Alan Dale (président Jim Prescott)
- Glenn Morshower (agent Aaron Pierce)
- Steven Arthur (officier militaire)
- Alex Daniels (Bryce)
- Paco Farias (Député Sheriff)
- Rick D. Wasserman (Alex Hewitt)

### Épisode 23:06h00 - 07h00
- États-Unis : 13 mai 2003
- France : 6 décembre 2003 sur C+

- Thomas Kretschmann (Max)
- Paul Schulze (Ryan Chopell)
- Alan Dale (président Jim Prescott)
- Braeden Marcott (premier ministre turc)
- Heather Salmon (Linda)
- Tony Wayne (agent Powers)
- Chuti Tiu (Mae)
- Scott Paulin (Brian Jacobs)
- Bruce Nozick (agent de la division)
- Rick D. Wasserman (Alex Hewitt)
- Nina Landey (Eve)
- Randle Mell (Brad Hammond)

### Épisode 24:07h00 - 08h00
- États-Unis : 20 mai 2003
- France : 6 décembre 2003 sur C+

- Mia Kirshner (Mandy)
- Paul Schulze (Ryan Chopell)
- Lilas Lane (Maggie)
- Scott Paulin (Brian Jacobs)
- Thomas Kretschmann (Max)
- Richard Holden (agent Stone)
- Eugene Robert Glazer (Alexander Trepkos)
- Chuti Tiu (Mae)